# Fixsenia nazeri
Fixsenia nazeri är en fjärilsart som beskrevs av Larsen 1974. Fixsenia nazeri ingår i släktet Fixsenia och familjen juvelvingar. Inga underarter finns listade i Catalogue of Life.